# Microsoft Flight Simulator X
Flight Simulator X — десята версія авіасимулятора від Microsoft, що вийшла 17 жовтня 2006 року.
Flight Simulator X вийшов у двох версіях: стандартна і розширена. Стандартна включає 18 літальних апаратів, 28 міст, 40 деталізованих аеропортів. У розширену версію входять 24 ЛА, 38 міст і 45 деталізованих аеропортів. Обидві версії включають більше 30 різних місій. Також існує безкоштовна демоверсія, що включає в себе 4 ЛА, 2 місії і кілька аеропортів окремого регіону.

## Версії

### Демоверсія
Доступна англійською, іспанською, французькою, німецькою, італійською та польською мовами.
Містить кілька місій і декілька повітряних суден.

### Standard Edition
- 1 DVD
- 1 повітряне судно
- 3 місії

### Deluxe Edition
- 2 DVD
- 24 повітряних суден
- 45 високо — деталізованих аеропортів (21 новий для Flight Simulator)
- 38 високо — деталізованих міст
- 50 місій
- Кабіна з Glass panel (G1000)
- Диспетчер КПР

### Gold Edition
- 3 DVD
- 27 повітряних суден
- 45 високо — деталізованих аеропортів (21 новий для Flight Simulator)
- 38 високо — деталізованих міст
- 60 місій
- Кабіна з Glass panel
- Диспетчер КПР
- Доповнення «Розгін»

## Особливості та плюси
- Включає в себе сотні існуючих аеропортів світу, сотні існуючих літаків цивільної авіації самих різних видів, починаючи з маленьких одномісних планерів без двигуна, закінчуючи гігантами типу Boeing 747, в тому числі:
  - Airbus A321
  - Air Creation 582-SL Trike Ultralight
  - AgustaWestland EW101 (Acceleration pack) (Гелікоптер)
  - Beechcraft Baron G58
  - Beechcraft Baron G58 (G1000) (Deluxe ed.)
  - Beechcraft King Air 350
  - Bell 206B JetRanger (Гелікоптер)
  - Boeing 737—800
  - Boeing 747—400
  - Boeing F/A-18 Super Hornet (Acceleration Pack)
  - Bombardier CRJ700
  - Learjet 45
  - Cessna 172S Skyhawk SP
  - Cessna 172S Skyhawk SP (G1000) (Deluxe ed.)
  - Cessna 208 B Grand Caravan
  - de Havilland Canada DHC-2 Beaver (Гідролітак)
  - DG Flugzeugbau DG-808-S (планер)
  - Douglas DC-3
  - EXTRA EA-300-S
  - Maule M-7-235C Orion (Acceleration pack)
  - Maule M-7-235C Orion (На лижах) (Acceleration Pack)
  - Mooney M20M Bravo
  - Mooney M20M Bravo (G1000) (Deluxe ed.)
  - North American P-51D Racer (Acceleration Pack)
  - Piper J-3 Cub
  - Robinson R22 Beta II (Гелікоптер)
- Чудовий рельєф, гори, каньйони, водоспади та ін
- Симулятор має саму різну погоду, яка динамічно змінюється.
- Час доби, вдень можна бачити сонячні промені, а вночі найкрасивіші сузір'я на небі, місячне світло, сяйво міста.
- Відмінна деталізація літака і панелі приладів.
- Включає реалістичну систему управління, автопілот, GPS-навігацію та багато іншого.
- Має 2D та 3D версію кабіни пілотів
- Доступно більше 30 різний місій: перевезення пасажирів на далекі відстані, перевезення вантажу та інші.
- Можливість налаштовувати збої та відмови.

## Мінуси
- Відсутність рельєфних ВПП.
- Спрощена фізика польоту, наприклад, не змодельований штопор.
- Також викликають нарікання не надто реальні звуки як усередині, так і зовні деяких літаків.

## Багатокористувацька гра
В Microsoft Flight Simulator X реалізовано мережеву гру, де можна об'єднатися з іншими пілотами літати разом. Можна навіть кільком пілотам бути в одній кабіні одного літака під одним позивним, що може спрощувати управління. Наприклад можна розподілити обов'язки: Командир — Другий пілот тощо
Ви можете бути як пілотом, так і диспетчером (в розширеній версії).

## Цікаві факти
Microsoft Flight Simulator X займає перше місце за розміром ігрового світу: планета площею 510 млн км ² суші і океанів.
Якщо вилетіти з аеропорту Маямі та взяти курс 114 відразу після зльоту, летячи в Бермудський трикутник, то на відстані близько 13,9 миль від ВОР маяка «Біміні» Ви зустрінете корабель-привид. Далі за 2 милі від корабля, Вам можуть зустрітися літаки-примари ескадрильї «Евенджерс», зниклі там 1945 року.
Як і в реальному світі, в світі симулятора теж знайшлося місце святам і салютам. Їхній розклад:
1. Новий рік 1 січня 00-00 до 1 січня 00-20 у Нью Йорку, Вашингтоні, Гонконзі, Атланті, Даласі, Лондоні, Лас-Вегасі, Парижі, Сіднеї, Токіо.
2. День взяття Бастилії: 14 липня 22-00 до 22-20 в Парижі.
3. День незалежності США: 4 липня з 22-00 до 22-20 в Атланті, Даласі, Нью Йорку, над горою Рамшор (з барельєфами осіб 4-х президентів США), Сієтлі (аж з 3-х майданчиків) ну і звичайно ж у Вашингтоні.
4. Щодня з 22-00 до 22-20 у Лас-Вегасі.
5. Китайський новий рік: 24 січня з 00-00 до 00-20 у Гонконзі.

Щоб подивитися на виверження вулкана, вам потрібно встановити час в симуляторі на 1983 рік, будь-який місяць, будь-який день і тільки нічний час доби. Потім з'явитися в аеропорту з ідентифікатором PHTO (Hilo Int.) І звідти прямувати курсом 205 на відстань 20 миль. Вулкан повинен бути в координатах: N19°24.73.